# Lac Iro
Lac Iro er et af de tre departementer, som udgør regionen Moyen-Chari i Tchad.
9°27′07″N 18°56′31″Ø / 9.452°N 18.942°Ø